# HD143898
HD143898 — хімічно пекулярна зоря спектрального класу A1, що має видиму зоряну величину в смузі V приблизно  8,0.
Вона  розташована на відстані близько 523,5 світлових років від Сонця.